# Laura Melandri
Laura Melandri (ur. 31 stycznia 1995 w Lugo) – włoska siatkarka, grająca na pozycji środkowej. 

## Sukcesy klubowe
Mistrzostwo Włoch:
- 2018
- 2016

Liga Mistrzyń:
- 2018

Puchar Challenge:
- 2019

## Sukcesy reprezentacyjne
Mistrzostwa Europy Kadetek:
- 2011

Mistrzostwa Europy Juniorek:
- 2012

Volley Masters Montreux:
- 2018